# تجشک
تجشک یک روستا در ایران است که در شهرستان سربیشه واقع شده‌است. تجشک دارای 92 خانوار و جمعیتی  330 نفر جمعیت دارد.